# Teufelsschloss (Grönland)
Das Teufelsschloss ist ein 1340 Meter hoher grönländischer Berg im Nordost-Grönland-Nationalpark.

## Geographie
Der isolierte Berg steht an der Südostküste Andrée Lands direkt am Kejser Franz Joseph Fjord. Gegenüber liegt östlich Ymer Ø. Westlich verbinden sich Blåbærdal und Benjamin Dal zu einem großen Tal, das in die nördlich gelegene Eleonore Bugt mündet.

## Geschichte

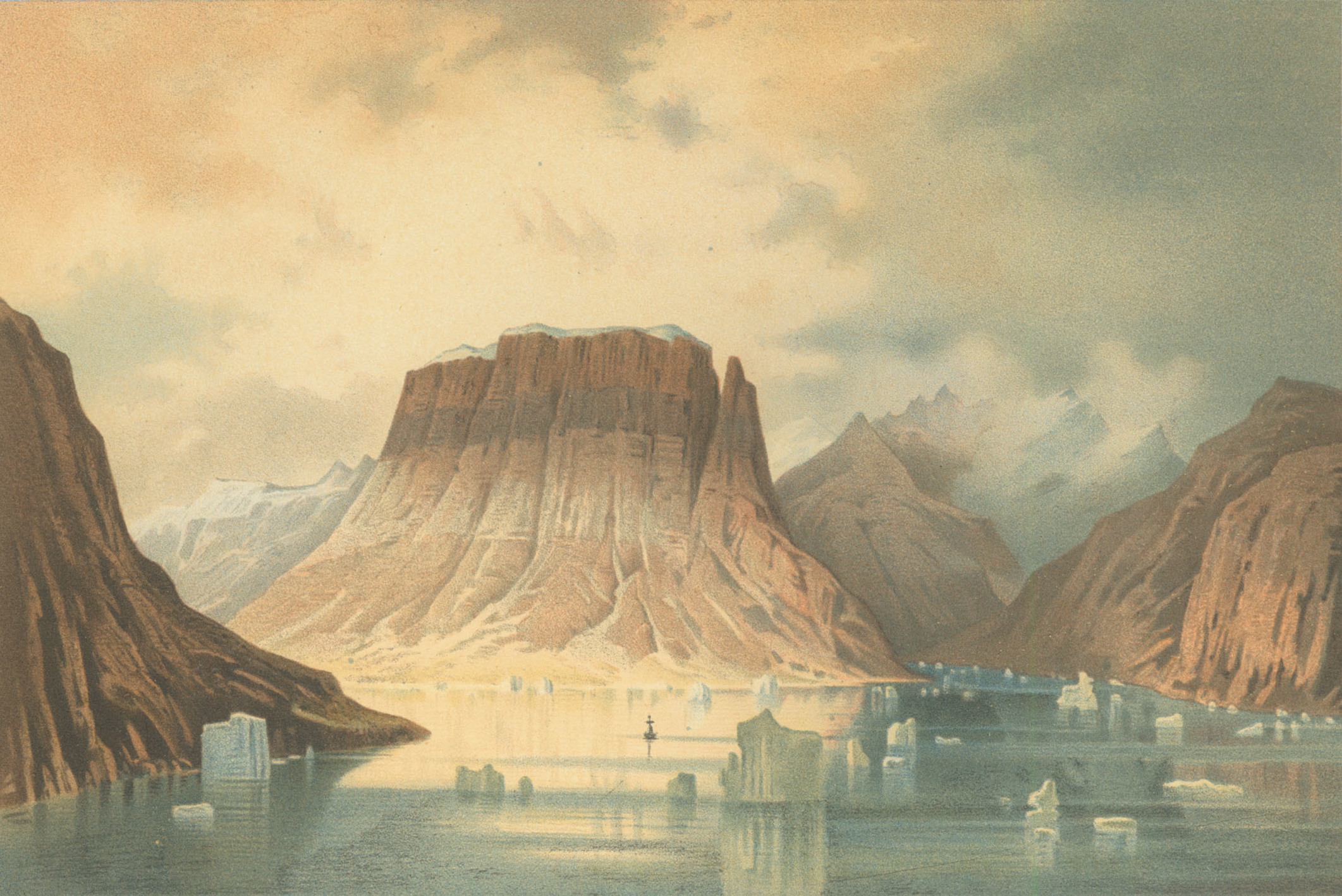
Das Teufelsschloss im Expeditionsbericht der Zweiten Deutschen Nordpolar-Expedition

Das Teufelsschloss wurde von Europäern erstmals am 11. August 1870 während der Zweiten Deutschen Nordpolar-Expedition unter der Leitung von Karl Koldewey gesichtet. Julius Payer beschreibt seine Eindrücke so: „Ein kubischer Felskoloss streckte sich hier auf schmaler Basis als Landzunge weit hinaus in den Fjord.  Unmittelbar aus dem blauen Wasserspiegel erhebt sich diese Masse gegen 1500 Meter hoch; regelmässige rothgelbe, schwarze und lichtere Streifen zeigen die Schichtung seines Gesteins. Die Erkern und Thürmchen ähnlichen Vorsprünge an seinen Kanten verleihen ihm eine gewisse Aehnlichkeit mit einer zerfallenen Burg. Wir nannten ihn daher auch das Teufelsschloss.“
Die Erstbesteigung gelang 1933 Noel Odell und Walter A. Wood, zwei Mitgliedern der Ostgrönlandexpedition der US-Amerikanerin Louise Boyd. Die nächste bekannte Besteigung führten Erdhardt Fränkl and Fritz Schwarzenbach 1950 während einer von Lauge Koch geleiteten Expedition durch.